# شهاب گردان
سید شهاب‌الدین گردان (زاده ۱ خرداد ۱۳۶۳ در جویبار) دروازه‌بان بازنشسته فوتبال اهل ایران است. وی سابقه عضویت در تیم‌های نساجی، ابومسلم، ذوب‌آهن، سپاهان، پرسپولیس، پدیده، نفت آبادان و فولاد را داشته است.

## دوران باشگاهی
شهاب گردان در سال ۱۳۸۸ به باشگاه باشگاه فوتبال ذوب‌آهن پیوست. گردان در این باشگاه به عنوان دروازه‌بان نخست به فعالیت پرداخت و در مسابقات لیگ قهرمانان آسیا در سال ۲۰۱۰ با این تیم به مقام نایب قهرمانی آسیا رسید.
وی در پایان لیگ بیست و سوم فوتبال ایران پس از پایان  بازی نساجی و فولاد از  دنیای فوتبال خداحافظی کرد.

### آمار باشگاهی
| باشگاهی | باشگاهی  | باشگاهی       | لیگ     | لیگ                                | جام      | جام      | قاره | قاره | مجموع | مجموع |
| فصل     | باشگاه   | لیگ           | بازی    | گل                                 | بازی     | گل       | بازی | گل‌   | بازی  | گل‌    |
| ایران   | ایران    | ایران         | لیگ     | لیگ                                | جام حذفی | جام حذفی | آسیا | آسیا | مجموع | مجموع |
| ------- | -------- | ------------- | ------- | ---------------------------------- | -------- | -------- | ---- | ---- | ----- | ----- |
| ۸۵–۸۴   | ابومسلم  | جام خلیج فارس | ۰       | ۰                                  |          | ۰        | -    | -    |       | ۰     |
| ۸۶–۸۵   | ابومسلم  | جام خلیج فارس | ۱۵      | ۰                                  |          | ۰        | -    | -    | ۱۵    | ۰     |
| ۸۷–۸۶   | ابومسلم  | جام خلیج فارس | ۲۲      | ۰                                  |          | ۰        | -    | -    | ۲۲    | ۰     |
| ۸۸–۸۷   | ابومسلم  | جام خلیج فارس | ۲۰      | ۰                                  |          | ۰        | -    | -    | ۲۰    | ۰     |
| ۸۹–۸۸   | ذوب‌آهن   | جام خلیج فارس | ۲۷      | ۰                                  |          | ۰        | ۱۲   | ۰    | ۳۹    | ۰     |
| ۹۰–۸۹   | ذوب‌آهن   | جام خلیج فارس | ۲۹      | ۰                                  | ۶        | ۰        | ۸    | ۰    | ۴۴    | ۰     |
| ۹۱–۹۰   | ذوب‌آهن   | جام خلیج فارس | ۱۷      | ۰                                  | ۰        | ۰        | ۰    | ۰    | ۱۷    | ۰     |
| ۹۲–۹۱   | پرسپولیس | جام خلیج فارس | ۵       | ۰                                  |          | ۰        | ۰    | ۰    | ۵     | ۰     |
| مجموع   | ایران    | ایران         | ۱۰۸     | ۰\|\|\|\|۰\|\|۱۲\|\|۰\|\|\|\|۰     |          |          |      |      |       |       |
| مجموع   | کل دوره  | کل دوره       | کل دوره | ۱۰۸\|\|\|\|۰\|\|۱۲\|\|۰\|\|\|\|\|۰ |          |          |      |      |       |       |

## تیم ملی
پس از بازی‌های خوب گردان در لیگ ایران و لیگ قهرمانان آسیا افشین قطبی او را به تیم ملی فوتبال ایران دعوت نمود. او اولین بازی ملی خود را در ۱۹ ژانویه ۲۰۱۱ در برابر امارات عربی متحده انجام داد. او یکی از ۲۳ بازیکن ایران در جام ملت‌های آسیا ۲۰۱۱ در کشور قطر بود.

## افتخارات

### باشگاهی

#### سپاهان
- جام حذفی
  - قهرمان (۱): ۱۳۹۲–۱۳۹۱
- لیگ برتر
  - قهرمان (۱): ۱۳۹۴–۱۳۹۳
  - جام حذفی

## افتخارات فردی
دستکش طلای لیگ قهرمانان آسیا سال 2010 
دستکش طلای لیگ برتر ایران در لیگ نهم 
سومین دروازه بان ایران از لحاظ کلین شیت در لیگ برتر با 103 کلین شیت
دومین  دروازه بان تاریخ ایران در لیگ قهرمانان آسیا با 17 کلین شیت